# Herbert Grünbaum

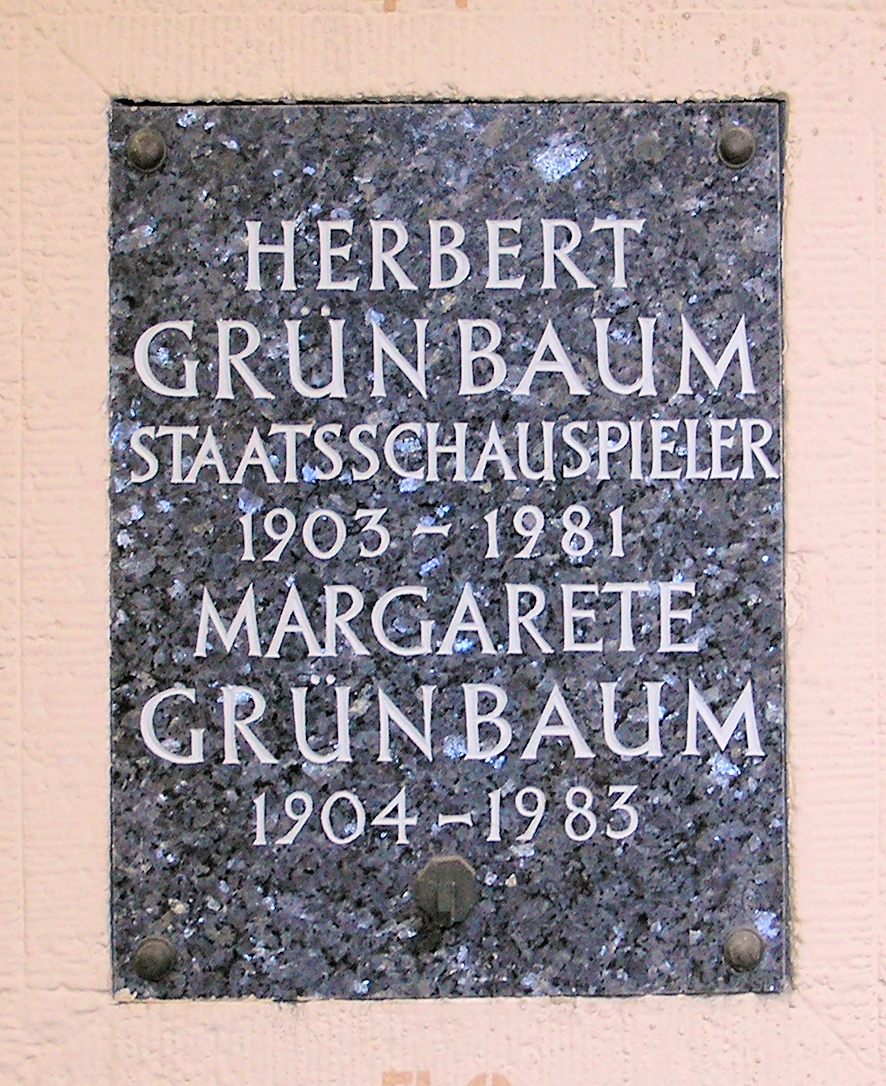
Urnennische von Herbert Grünbaum im Kolumbarium des Friedhofs Schöneberg III.

Herbert Grünbaum (Tuvia Grinbaum, geboren am 27. August 1903 in Berlin; gestorben am 23. September 1981 in West-Berlin) war ein deutscher Schauspieler.

## Leben
Herbert Grünbaum war ein Sohn des Chemikers und Erfinders Albert Grünbaum und der Frieda Hendel, der Vater starb in den 1930er Jahren, die Mutter wurde ein Opfer des Holocaust. Für Herbert Grünbaum stand es bereits mit dem Erreichen des Abiturs fest, dass er Schauspieler werden würde. Zu diesem Zeitpunkt hatte er bereits ein Engagement für die Münchener Kammerspiele  bei Otto Falckenberg in der Tasche und stand in den Jahren 1920 und 1921 u. a. mit Elisabeth Bergner auf der Bühne. Er kam dann über Halle (1920–1921), wo er bereits Hauptrollen spielte, von 1925 bis 1928 zu Erich Ziegel, der in dieser Zeit für die Hamburger Kammerspiele und das Deutsche Schauspielhaus Hamburg verantwortlich war. Von Hamburg führte ihn sein Weg über Berlin nach Zürich zum Schauspielhaus. Hier hörte er Ende Februar 1933 im Radio die Nachricht vom Reichstagsbrand. Da die Schweizer Behörden ihm die Aufenthaltserlaubnis nicht verlängern wollten, musste er 1934 wieder nach Deutschland zurück und spielte in Berlin unter der Regie von Fritz Wisten am Jüdischen Theater.
Über die Niederlande ging er 1939 nach Palästina, arbeitete dort mehrere Jahre mit Laienschauspielern und war dann 1944 einer der Gründer des führenden Theaters des Landes, des „Theatron Kameri“ in Tel Aviv. Während einer der Reisen nach Europa, traf er 1953 wieder mit dem Intendanten der Volksbühne Fritz Wisten, den er bereits vom Jüdischen Theater in der Berliner Kommandantenstraße kannte, in Berlin zusammen. Hier erkannte Grünbaum, dass er als gebürtiger Deutscher nur in Deutschland wirklich befriedigende Wirkungsmöglichkeiten finden könnte und so kehrte er 1954 endgültig nach Berlin zurück. Wie viele seiner Kollegen wohnte er in West-Berlin, arbeitete aber in Ost-Berlin. Nach dem Bau der Berliner Mauer verlegte er seinen Wirkungskreis nach West-Berlin. Hier wurde er auch zum Staatsschauspieler ernannt.
Sein Urnengrab befindet sich auf dem Friedhof Schöneberg III.

## Filmografie
- 1931: Die Dreigroschenoper
- 1958: Der Prozeß wird vertagt
- 1959: Ware für Katalonien
- 1960: Hatifa
- 1961: Frau Cheneys Ende
- 1963: Piccadilly null Uhr zwölf

## Theater

### Schauspieler
- 1954: Johann Nestroy: Der Zerrissene (Gluthammer) – Regie: Fritz Wisten (Volksbühne Berlin)
- 1955: Friedrich Schiller: Turandot (Fabelkaiser) – Regie: Rochus Gliese (Volksbühne Berlin)
- 1955: Johann Wolfgang von Goethe: Götz von Berlichingen (Olearius) – Regie: Fritz Wisten (Volksbühne Berlin)
- 1955: Carlo Goldoni: Der Diener zweier Herren (Vater) – Regie: Otto Tausig (Volksbühne Berlin)
- 1956: Ulrich Becher: Feuerwasser (Tavernenbesitzer Taxi) – Regie: Fritz Wisten (Volksbühne Berlin)
- 1956: William Shakespeare: Ein Sommernachtstraum (Schreiner/Löwe) – Regie: Fritz Wisten (Volksbühne Berlin)
- 1956: Jean-Paul Sartre: Nekrassow (Zeilenschinder) – Regie: Fritz Wisten (Volksbühne Berlin)
- 1956: George Bernard Shaw: Die heilige Johanna (Inquisitor) – Regie: Walther Suessenguth (Volksbühne Berlin)
- 1957: Franz und Paul von Schönthan: Der Raub der Sabinerinnen (Professor Gollwitz) – Regie: Rochus Gliese (Volksbühne Berlin)
- 1957: Clifford Odets: Zwischenfall in Hollywood (Nat Danzinger) – Regie: Walther Suessenguth  (Volksbühne Berlin)
- 1957: Gerhart Hauptmann: Die Weber (Der alte Hilse) – Regie: Ernst Kahler (Volksbühne Berlin)
- 1957: Molière: Tartuffe (Orgon) – Regie: Rochus Gliese (Volksbühne Berlin)
- 1959: Seán O’Casey: Abschied 4 Uhr früh (Gerichtspräsident) – Regie: Heinrich Goertz (Volksbühne Berlin – Theater im 3. Stock)
- 1959: Harald Hauser: Im himmlischen Garten (Abt) – Regie: Franz Kutschera (Volksbühne Berlin)
- 1959: Wladimir Majakowski: Das Schwitzbad – Regie: Nikolai Petrow (Volksbühne Berlin)
- 1961: Erich Fried: Die Teufel – Regie: Hans Lietzau (Schillertheater Berlin)
- 1961: Marcel Aymé: Die Mondvögel – Regie: Carl Heinz Schroth (Schillertheater Berlin)
- 1962: Edward Albee: Der amerikanische Traum – Regie: Boleslaw Barlog (Schillertheater Berlin)
- 1962: N. F. Simpson: Die Welt des Groomkirbys – Regie: Dieter Reible (Schillertheater Berlin)
- 1962: Frank Wedekind: Frühlings Erwachen – Regie: Werner W. Malzacher (Schillertheater Berlin)
- 1963: William Shakespeare: König Richard der III. – Regie: Gustav Rudolf Sellner (Schillertheater Berlin)
- 1963: Eugène Ionesco: Fußgänger der Luft – Regie: Walter Henn (Schillertheater Berlin)
- 1966: Jean Giraudoux: Intermezzo – Regie: Willi Schmidt (Schlosspark-Theater Berlin)
- 1966: Bertolt Brecht: Leben des Galilei – Regie: Hansjörg Utzerath (Schillertheater Berlin)
- 1967: Johann Wolfgang von Goethe: Faust II – Regie: Ernst Schröder (Schillertheater Berlin)
- 1968: Gerlind Reinshagen: Doppelkopf – Regie: Max Peter Ammann (Schillertheater Berlin)
- 1970: Carl Zuckmayer:  Der Hauptmann von Köpenick – Regie: Boleslaw Barlog (Schillertheater Berlin)
- 1971: Nikolai Gogol: Der Revisor – Regie: Max Peter Ammann (Schillertheater Berlin)
- 1972: Ferdinand Raimund: Der Alpenkönig und der Menschenfeind – Regie: Hans Hollmann (Schillertheater Berlin)
- 1972: Molière: Tartuffe – Regie: Harry Meyen (Schillertheater Berlin)
- 1973: Franz Xaver Kroetz: Maria Magdalena – Regie: Achim Freyer (Schlosspark-Theater Berlin)
- 1977: Alexander Ostrowski: Der Wald – Regie: Otto Schenk (Schlosspark-Theater Berlin)
- 1978: Molière: Der Geizige  – Regie: Willi Schmidt (Schlosspark-Theater Berlin)

### Regie
- 1958: Martin Andersen Nexø: Die Leute auf Dangaard – (Volksbühne Berlin)

## Hörspiele
- 1956: Robert Merle: Sisyphus und der Tod (Chefredakteur) – Regie: Gottfried Herrmann (Hörspiel – Rundfunk der DDR)
- 1956: Walter Niebuhr: Auf der Reeperbahn nachts um halb eins (Sven Lindström) – Regie : Otto Karl Müller (Hörspiel – Rundfunk der DDR)
- 1957: Günther Weisenborn: Die Reiherjäger (Posthalter von Concordia) – Regie: Werner Stewe (Hörspiel – Rundfunk der DDR)
- 1957: Erskine Caldwell: Valdosta Lake (Carlo, Friseur) – Regie: Werner Stewe (Hörspiel – Rundfunk der DDR)
- 1957: Helmut Schäfer-Rose:  Und einer sollte schweigen  (Sir Richard Anthony Webb) – Regie: Hans Knötzsch (Hörspiel – Rundfunk der DDR)
- 1958: Günter Schiffel: Der Prozess (Johnson) – Regie: Werner Hoffmann (Kinderhörspiel – Rundfunk der DDR)
- 1958: Ludwig Thoma: Moral (Fritz Beermann, Rentier) – Regie: Paul Land (Hörspiel – SWR)
- 1959: Rolf H. Czayka: Der Wolf von Benedetto (Dr. Calvi) – Regie: Wolfgang Brunecker (Hörspiel – Rundfunk der DDR)
- 1959: Gerhard Rentzsch: Der Portier (Gottfried Fiedler) – Regie: Hans Knötzsch (Kriminalhörspiel – Rundfunk der DDR)
- 1959: Edith Mikeleitis: Sein bestes Bild (Bannin Coqu) – Regie: Hans Knötzsch (Hörspiel – Rundfunk der DDR)
- 1961: Ranko Marinković: Die Umarmung (Signor Bernado) – Regie: Hans Lietzau (Hörspiel – RIAS)
- 1961: André Birabeau:  Mein Sohn, der Herr Minister  (Aristide) – Regie: Erich Köhler (Hörspiel – SFB)
- 1961: Luigi Pirandello: Professor Toti (Don Landolina, Pfarrer) – Regie: Rolf von Goth (Hörspiel – SFB)
- 1961: Terval: Ein Sieg des Geistes (Dubonneau) – Regie: Rolf von Goth (Hörspiel – SFB)
- 1961: Marran Gosov: Fahnen brauchen Lügen (Georgi) – Regie: Alexander Pestel (Hörspiel – RIAS)
- 1961: Jon Manchip White: Der letzte Ritter (Levin) – Regie: Rolf von Goth (Hörspiel – SFB)
- 1962: Ephraim Kishon: Schwarz auf Weiß (Soundso Springinsfeld) – Regie : Hanns Korngiebel (Hörspiel – RIAS)
- 1962: Jimmy MacReady: Die große Schaffe (Mr. Lee) – Regie: Rolf von Goth (Hörspiel – SFB)
- 1962: Joachim Barckhausen: Die Bürger von Calitz (Pförtner) – Regie: Erich Köhler (Hörspiel – SFB)
- 1962: Gotthold Ephraim Lessing: Nathan der Weise (Al-Hafi) – Regie: Boleslaw Barlog (Hörspiel – SFB)
- 1962: Molière: Tartüff (Loyal, Gerichtsdiener) – Regie: Hans Lietzau (Hörspiel – SFB)
- 1963: Robert Mallet: Der Nachtzug (Reisender) – Regie: Rolf von Goth (Hörspiel – SFB)
- 1963: Tirso De Molina: Don Gil von den grünen Hosen (Don Pedro) – Regie: Boleslaw Barlog (Hörspiel – SFB)
- 1963: Marijan Matković: Jahrmarkt der Träume (Nirko Beritsch) – Regie: Rolf von Goth (Hörspiel – SFB)
- 1964: Hans Kasper: Die Flöte von Jericho (Wirt) – Regie: Wolfgang Spier (Hörspiel – RIAS)
- 1964: Georg Kaiser: Klassentreffen (Herr Pivteau) – Regie: Gert Westphal (Hörspiel – RIAS)
- 1964: Harry Moore: Die Reise nach Italien (Leo Bonfielli) – Regie: Rolf von Goth (Hörspiel – SFB)
- 1965: Johannes Hendrich: Taubenherbert (Toni) – Regie: Curt Goetz-Pflug (Hörspiel – SFB/SDR)
- 1965: Gert Weymann: Die Übergabe (Stabsarzt Fu Yun) – Regie: Gert Weymann (Hörspiel – SFB)
- 1967: Dorothee Dhan: Zurück an Absender (Bold, Lektor) – Regie: Rolf von Goth (Hörspiel – SFB)
- 1967: Luigi Pirandello:  Die zweifache Frau Morli (Giorgio Armelli) – Regie: Rolf von Goth (Hörspiel – SFB)
- 1969: Vlado Vukmirovic: Dieb der Zeit (Portier) – Regie: Siegfried Niemann (Hörspiel – SFB)
- 1970: Hartmut Lange: Die Gräfin von Rathenow (Malosco) – Regie: Hans Bernd Müller (Hörspiel – SFB)
- 1970: Siegfried Lenz:  Die Aussprache (Brodersen) – Regie: Heinz Wilhelm Schwarz (Hörspiel – WDR)
- 1971: Arthur Schnitzler: Der Weg ins Freie (Der alte Eisler) – Regie: Willy Trenk-Trebitsch (Hörspiel, 2 Teile – RIAS/HR)
- 1973: Peter Greiner: Narkosegestammel (Maxi) – Regie: Jörg Jannings/ Götz Naleppa (Hörspiel – RIAS)
- 1976: Richard Hey: Mord am Lietzensee – Regie: Jörg Jannings (Hörspiel, 2 Teile – RIAS/SWR)
- 1976: Hermann Moers: Katarina Tiefenbach (Der Mann) – Regie: Claus Villinger (Hörspiel – RIAS)
- 1977: Gerold Späth: Morgenprozession  (Pastor) – Regie: Hans-Ulrich Minke (Hörspiel – RIAS)
- 1977: Renke Korn: Geh nach Deutschland (Alter Mann) – Regie: Wolfgang Wölfer (Hörspiel – SFB/BR)
- 1980: John Ronald Reuel Tolkien: Der kleine Hobbit (Bombur) – Regie: Heinz Dieter Köhler (Hörspiel, 5 Teile – WDR)

## Synchronarbeiten
| Film                              | Jahr      | Rolle              | Darsteller         |
| --------------------------------- | --------- | ------------------ | ------------------ |
| Väter und Söhne                   | 1958      | Vittorio Bacci     | Ruggero Marchi     |
| Frankensteins Rache               | 1958      | Vorsitzender       | Charles Lloyd-Pack |
| Familie Feuerstein (Fernsehserie) | 1960–1966 | Mr. Schiefer       | John Stephenson    |
| Der Koloß von Rhodos              | 1961      | Karete             | Félix Fernández    |
| Sommer und Rauch                  | 1961      | Thomas             | Jester Hairston    |
| Freud                             | 1962      | Jacob              | David Kossoff      |
| Die Spielregel                    | 1939      | Koch               | Léon Larive        |
| Wer die Nachtigall stört          | 1962      | Richter Taylor     | Paul Fix           |
| Sherlock Holmes’ größter Fall     | 1965      | Duke of Shires     | Barry Jones        |
| Die Karate Killer                 | 1967      | Szami Kyushu       | Philip Ahn         |
| Django – Ein Sarg voll Blut       | 1968      | Smitty             | Fred Coplan        |
| Der Brief an den Kreml            | 1970      | Technischer Leiter | Niall MacGinnis    |
| Die Abenteuer des Rabbi Jakob     | 1973      | Rabbi Jacob        | Marcel Dalio       |
| Treffpunkt Todesbrücke            | 1976      | Herman Kaplan      | Lee Strasberg      |